# Nationalpark Mae Yom
Der Nationalpark Mae Yom (Thai:อุทยานแห่งชาติแม่ยม) ist ein Nationalpark in Thailand. Er liegt in der Nordwestregion des Landes.

## Geschichte
Der Mae Yom Nationalpark am 1. März 1986 zum 51. Nationalpark Thailands ernannt. Den Namen bekam der Park vom „Mae Nam Yom“ (Yom-Fluss), allerdings erst 1984, ursprünglich hieß der Park Mae Pung (แม่ปุง). Den Anstoß zur Ernennung des Parks zum Nationalpark gab der damalige Landwirtschaftsminister Herr Narong Wongwan (นายณรงค์ วงศ์วรรณ) im Jahr 1982.

## Geographie
Der Nationalpark umfasst ein Gebiet von 284.218,75 Rai (454,75 km²), er liegt im Norden der Provinz Phrae, in dem Landkreis (Amphoe) Song und in dem Landkreis (Amphoe) Ngao der Provinz Lampang.
Der Park besteht aus einer langen felsigen Gebirgskette mit den Bergen wie zum Beispiel dem Doi Luang, Doi Yaao und Doi Khun Huai.
Der Felsuntergrund besteht Granit, Schiefergestein und Kalkstein.

## Klima
Wie in fast allen anderen Landesteilen gibt es auch hier drei Jahreszeiten: die Regen-, Winter- und Sommersaison. Je nach Höhenlage können sich hier unterschiedliche Temperaturen einpendeln. Die Regensaison geht von Juni bis September.

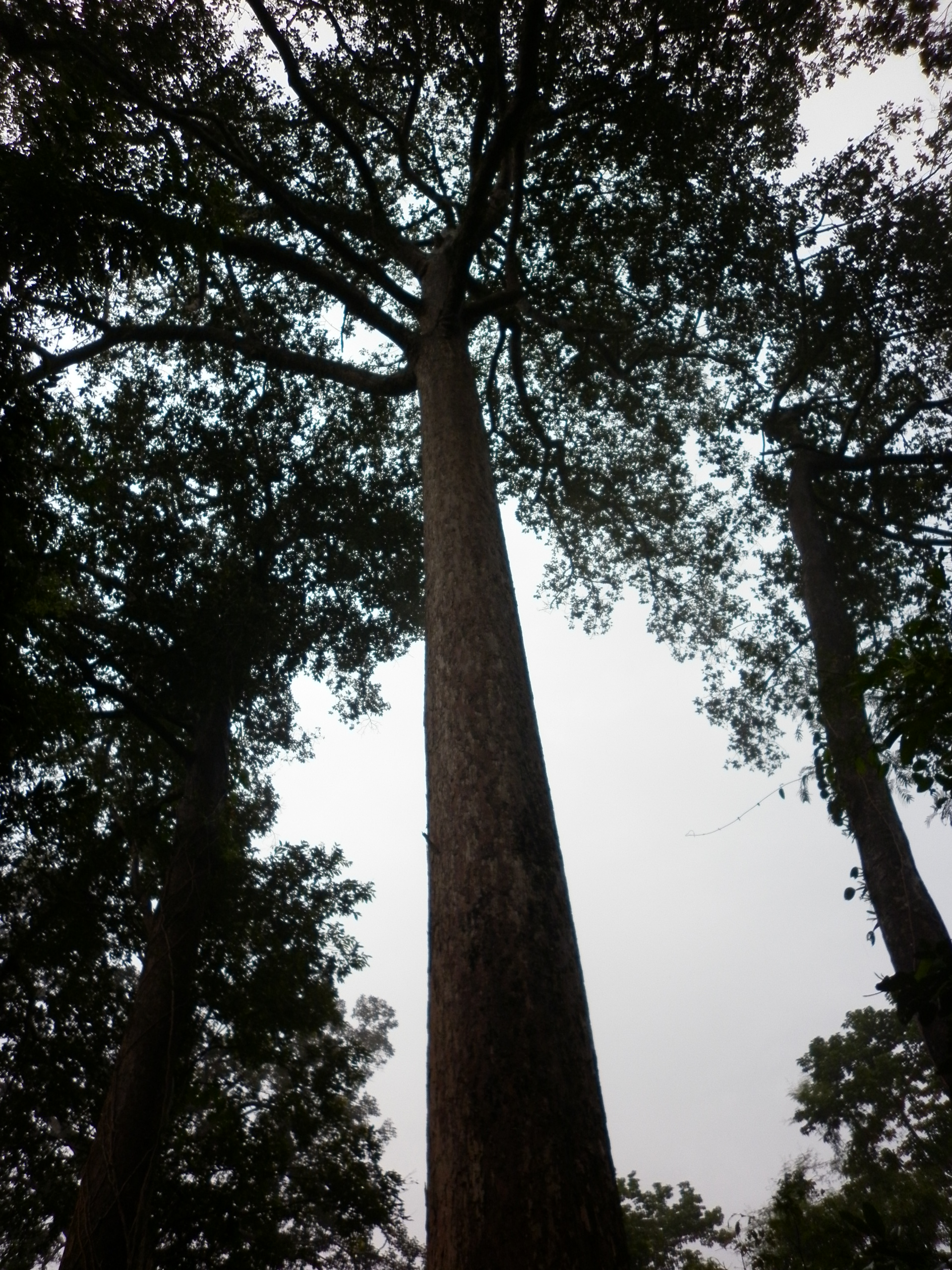
Dipterocarpus alatus

## Flora und Fauna
Die Fläche des Mae Yom Nationalparks ist mit verschiedenen Wäldern und Graslandschaften bedeckt.

### Pflanzen
Die Steilhänge zum Tal sind mit immergrünen Trockenwäldern bedeckt, hier sind folgende Pflanzen zu finden:
- Dipterocarpus alatus, Krabak-Baum (Anisoptera costata) (Thai: กระบาก), Australische Rotzeder (Toona ciliata)

Auf den oberen Höhenlagen ist der immergrüne Bergwald anzutreffen, mit Pflanzen wie:
- Pinus kesiya, Castanopsis acuminatissima

Ebenfalls in den oberen Höhenlagen und auf manchen Plateaus, sind sommergrünen dipterocarpen Wälder beheimatet, mit folgenden Pflanzen:
- Shorea obtusa, Shorea siamensis, Dipterocarpus obtusifolius, Dipterocarpus tuberculatus

Ein weiterer Wald, der im Mae Yom anzutreffen ist, ist der Mischlaubwald. Hier findet man vorwiegend:
- Afzelia xylocarpa, Xylia xylocarpa, Burma-Padouk (Pterocarpus macrocarpus), Lagerstroemia calyculata und Teakbaum (Tectonia grandis)

### Tierarten
Nach einer Bestandsaufnahme/Wildtierzählung des „Departments für Nationalparks, Tier- und Pflanzenartenschutz“ (DNP), ergab das im Mae Yom Nationalpark, 39 Arten von Säugetieren, 135 Arten von Vögeln, 28 Reptilienarten und 14 Amphibienarten angesiedelt sind. Davon ein kleiner Auszug:
- Fischkatze (Prionailurus viverrinus)[4]
- Chinesischer Serau (Capricornis milneedwardsii)
- Indischer Muntjak (Muntiacus muntjak)
- Kragenbär auch Asiatische Schwarzbär oder Mondbär (Ursus thibetanus)[5]
- Bengalischer Plumplori (Nycticebus bengalensis)[6]
- Langschwanz-Quastenstachler (Atherurus macrourus)[7]
- Zwergotter (Aonyx cinerea)
- Frühlingspapageichen (Loriculus vernalis)
- Heckenkuckuck (Centropus sinensis)
- Grauscheitelspecht (Dendrocopos canicapillus)
- Dunkler Tigerpython (Python bivittatus)

## Sehenswürdigkeiten
- Kaeng Suea Ten Stromschnellen, im Maenam Yom, die sich über 6 Kilometer ziehen.
- Dong Sak Ngam, ein Teakbaumwald